# Ataque de Kravica (1993)

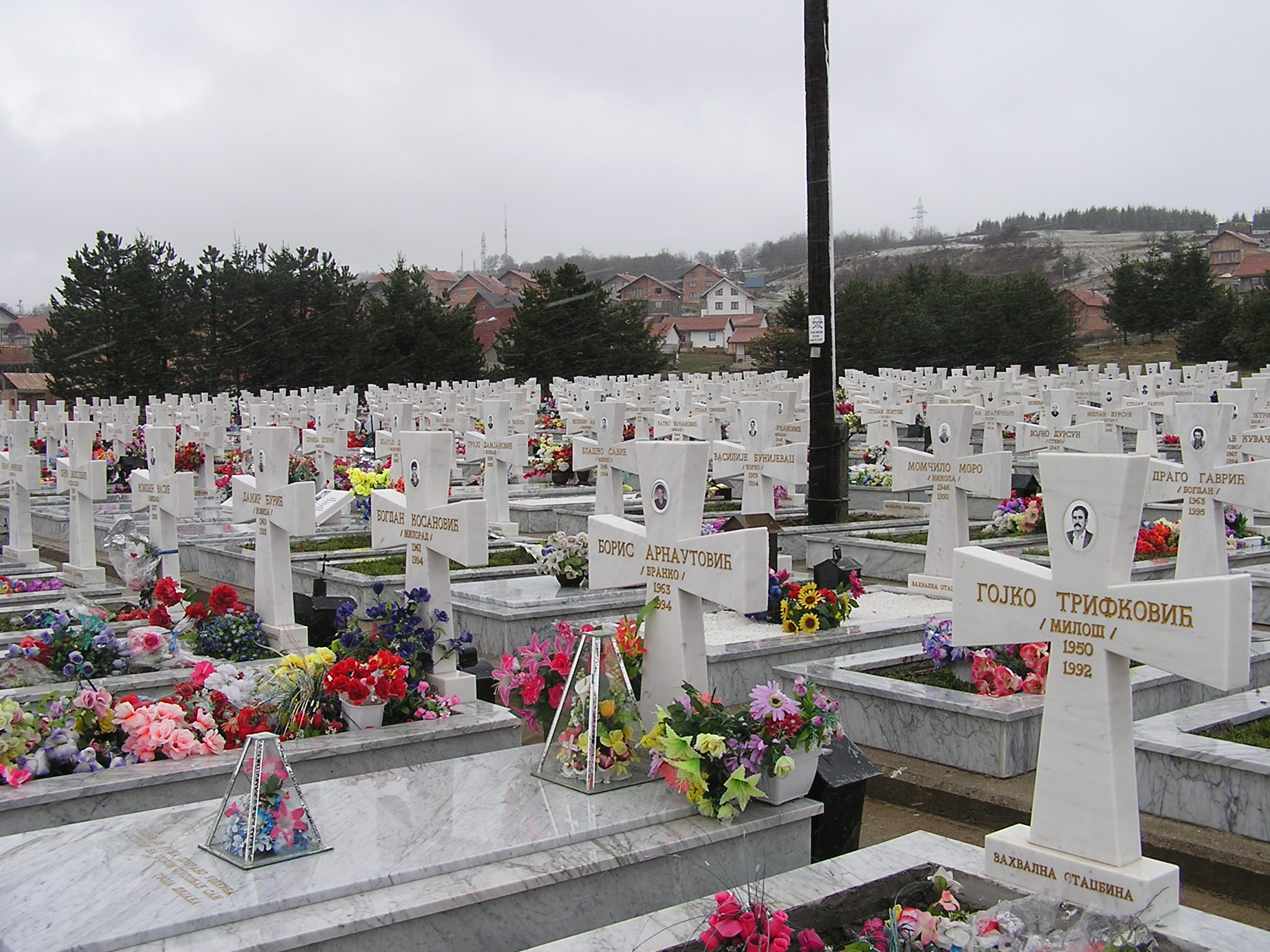
Um cemitério sérvio das vítimas civis da guerra.

O ataque de Kravica foi um ataque à aldeia sérvia bósnia de Kravica pelo Exército da República da Bósnia e Herzegovina (ERBH) a partir do enclave de Srebrenica no dia de Natal ortodoxo, 7 de janeiro de 1993. Durante a Guerra da Bósnia, o enclave de Srebrenica foi cercado pelas forças sérvias, que raramente permitiam que a ajuda humanitária entrasse na área, criando fome e falta de medicamentos entre os habitantes de Srebrenica. Alega-se que a ERBH atacou, entre outros objetivos, para encontrar alimentos, mas também para adquirir armas, munições e equipamento militar.  O ataque foi organizado para coincidir com o Natal ortodoxo sérvio, deixando os sérvios despreparados para qualquer ataque. 43-46 pessoas morreram no ataque ao lado sérvio: 30-35 soldados e 11-13 civis. O evento ainda é marcado por polêmicas. A República Sérvia alegou que todas as casas foram sistematicamente incendiadas pelo grupo armado bósnio, mas isso não pôde ser verificado de forma independente durante o julgamento de Naser Orić pelo TPIJ, onde os juízes concluíram que muitas casas já haviam sido destruídas anteriormente durante a guerra. As baixas civis na vila levaram a alegações da Sérvia de que as forças bósnias haviam realizado um massacre. Orić foi absolvido das acusações relacionadas aos assassinatos e, mais tarde, absolvido de todas as acusações em apelação.

### Documentos
- «Prosecutor v. Naser Orić» (PDF). ICTY.org. International Criminal Tribunal for the former Yugoslavia. 30 de junho de 2006